# Алиев, Яшар Азер оглы
Яшар Алиев (азерб. Yaşar Əliyev; род. 1989) — азербайджанский борец вольного стиля, член национальной сборной Азербайджана, бронзовый призёр чемпионата Европы 2013. Представлял Азербайджан на летней Универсиаде 2013 в Казани. Старший брат трёхкратного чемпиона мира Гаджи Алиева.